# Жоашен ди Беле
Жоашен ди Беле
(фр. Joachim du Bellay; 1522 — 1560) је био француски ренесансни песник, теоретичар књижевности и један од чланова песничке групе Плејада.

## Живот
Ди Беле је пореклом из угледне племићке породице из покрајине Анжу. Рано је остао без родитеља, па се о његовом васпитању бринуо старији брат. Студирао је право, а затим похађао колеж Кокре (фр. College de Coqueret), на чијем челу се налазио Жан Дора, у то време истакнути хуманиста и познавалац античких језика и књижевности. Ди Беле је у пратњи рођака, кардинала Жана ди Белеа, посетио Рим, где су га одушевили споменици античке културе, што ће касније, заједно са предавањима професора Дора, имати великог утицаја на његово песничко опредељење.

## Поезија
Ди Беле је иза себе оставио неколико збирки песама (Оливија, Римске старине, Жаљења и Разне сеоске игре), као и сатиричну песму Дворски песник.

#### Оливија
Прва ди Белеова збирка песама, Оливија (фр. L'olive) носи назив по главној јунакињи 115 сонета, колико садржи збирка. Песник не приказује искрена љубавна осећања према вољеној жени, већ слика идеалну даму. У томе се угледа на италијанске песнике, Петрарку, Бамба и Ариоста, као и на Ронсара. Од својих узора ди Беле позајмљује и неке песничке слике и стилске фигуре: епитете, метафоре, поређења, перифразе, антитезе (нпр. тен као љиљан бео, уснице попут руже, очи сјајне као сунце...) Ове позајмице он не крије и без устручавања о томе говори у предговору својој збирци. Поред овог, присутан је и утицај Платона и платонског идеализма, јер ди Беле сензуалној, путеној љубави претпоставља чисту, платонску. Иако без много оригиналности ова збирка се одликује знатном вештином песничке технике.

#### Римске старине
Збирка песама Римске старине (фр. Les Antiquites de Rome) резултат је истовременог одушевљења и разочарења које је песник доживео боравећи у Риму са својим стрицем. Због тог двоструког осећаја у збирци преовлађују две основне теме: описи величине и славе древног Рима и описи његових рушевина. Поред тих описа песник размишља, између осталог, о судбини Рима, узроцима његовог опадања и о крхкости људских творевина. И овде су приметни утицаји, пре свега античких песника, Вергилија, Хорација, Овидија, Проперција и Лукана, али је ди Беле своје песме обогатио и личним утисцима и осећањима:
```
  „Велике ове гомиле камења, стари ови зидови што видиш,
   Бијаху негда оградни зид поља;
   А палате лепе ове, којима је загосподарило време,
   Пастирске кућице бијаху некоћ.“
```

Са Римским старинама ди Беле је постао први „песник рушевина“ у француској књижевности, а неким песничким особинама, пре свега искреношћу и дубином осећања којима је опевао рушевине славног града, наговестио романтичне песнике.

#### Жаљења
Збирка песама Жаљења (фр. Les Regrets)је најбоље и највредније песничко дело Жоашена ди Белеа. Објављено је 1555. године и садржи 191 сонет. Као и Римске старине и Жаљења су резултат песниковог боравка у Риму. Разочаран оним што је видео у Риму он жали за својим родним крајем, покрајином Анжу, чије привлачности детаљно описује. Поред песама елегичног расположења посвећених завичају у овој збирци има и песама сатиричног карактера у којима песник жигоше нарави и пороке који владају тадашњим Римом и Паризом, поготово међу високим друштвеним слојевима.

#### Остала песничка дела
Последње ди Белеово дело носи назив Разне сеоске игре (фр. Divers jeux rustiques) које у себи садржи елегије, оде, епитафе и љубавне песме. Посебно се истиче сатирична песма Дворски песник.